# 李胤喦
李胤嵒（？—？），字嵐如，號峩居，河南歸德府永城縣人，清朝政治人物。

## 生平
萬曆三十五年進士李支揚子，崇禎十二年（1639年）己卯科河南鄉試舉人，順治三年（1646年）丙戌科三甲第三名進士。授山東道監察御史，巡按淮陽，提督江南學政。